# اسکیپیو (ایندیانا)
اسکیپیو (به انگلیسی: Scipio) یک منطقهٔ مسکونی در ایالات متحده آمریکا است که در شهرستان جنینگز، ایندیانا واقع شده‌است. اسکیپیو ۲۰۶٫۹۶ متر بالاتر از سطح دریا واقع شده‌است.